# Ottavio Lavaggi
Ottavio Lavaggi (Roma, 13 dicembre 1955) è un politico italiano.

## Biografia
Esponente romano del Partito Repubblicano Italiano, è candidato alla Camera alle elezioni dell'aprile 1992 risultando il primo dei non eletti. Diventa deputato il 2 dicembre successivo dopo la morte del collega Mauro Dutto. A Montecitorio è membro della V Commissione Bilancio, tesoro e programmazione. Termina il proprio mandato parlamentare con lo scioglimento anticipato della legislatura nella primavera del 1994.